# تشافاليت يونجتشايوده
الجنرال تشافاليت يونجتشايوده (بالتايلندية:ชวลิต ยงใจยุทธ) هو تايلاندي سياسي وجنرال عسكري متقاعد ومن أصل لاو صينية  من مواليد 15 مايو 1932م في محافظة نونثابوري في تايلاند وبدأ حياته السياسية في عام 1988 عندما حصل علي منصب وزير الدفاع ونائب مجلس الوزراء واستمر بشغل المنصب حتي عام 1991 ثم شغل منصب وزير الداخلية منذ 1992 الي 1994 وعاد لاستلام وزارة الدفاع منذ عام 1995 الي 1996 وحصل الجنرال تشافاليت علي منصب رئاسة الوزراء منذ 25 نوفمبر 1996 الي 8 نوفمبر 1997م

## روابط خارجية
- تشافاليت يونجتشايوده على موقع مونزينجر (الألمانية)